# フレゼリク・クリスチャン2世
フレゼリク・クリスチャン2世またはフリードリヒ・クリスティアン2世（デンマーク語:Frederik Christian 2.；ドイツ語:Friedrich Christian II., 1765年9月28日 - 1814年6月14日）は、シュレースヴィヒ＝ホルシュタイン＝ゾンダーブルク＝アウグステンブルク（アウグステンボー）公（在位：1794年 - 1814年）。デンマークのシュレースヴィヒ（スレースヴィ）地方の大領主で、アルス島のほかスナボーなど数か所に城を所有していた。

## 生涯
アウグステンボー公フレゼリク・クリスチャン1世と、その妻でプレーン公フリードリヒ・カールの娘シャルロッテ・アマーリエ・ヴィルヘルミーネ（1744年 - 1770年）の間の長男として、アウグステンボーで生まれた。
フレゼリク・クリスチャンの両親は父系をたどればドイツ系デンマーク王家であるオルデンブルク（オレンボー）家の傍系であるが、またデンマーク在来の上級貴族の血を引いていた。フレゼリク・クリスチャンの母方の祖母はレヴェントロー伯爵家、父方の祖母はダンネスキョル＝サムセー伯爵家（デンマーク王家の庶子の家系）、父方の曾祖母はエレフェルト＝ランゲラン伯爵家の出身であり、フレゼリク・クリスチャンはデンマークの全ての有力貴族家門と親戚関係にあった。しかし彼の先祖が王族女性、ドイツの小諸侯の娘、そして本家筋のオルデンブルク王家と通婚関係を結んで来ず、「伯爵」程度の家柄の血筋が濃いことは、王侯貴族の世界では不遇な立場であると言えた。アウグステンブルク（アウグステンボー）家はランクとしてはドイツの小諸侯相当以下の貴族家門と見なされていた。
しかし1786年、20歳のフレゼリク・クリスチャンはデンマークのカロリーネ・マティルデ王妃の娘で、14歳のデンマーク＝ノルウェー王女ルイーセ・アウグスタと結婚する栄誉に恵まれた。ルイーセ・アウグスタはカロリーネ王妃が精神異常のデンマーク王クリスチャン7世と結婚しているあいだに産んだ娘だが、彼女の実の父親が国王侍医で事実上の摂政であったヨハン・フリードリヒ・ストルーエンセであることは、公然の秘密であった。
この結婚はデンマーク宰相アンドレアス・ペーター・ベルンシュトルフ伯爵が、表向きは国王の実子とされているが実際は王妃が不貞でもうけた私生児に過ぎないルイーセ・アウグスタを、うまく処遇するために仕組んだ巧妙な政略結婚だった。ルイーセの男系子孫が仮に王位を継ぐことになっても、その子孫たちがデンマーク王家の血縁者でないということにならないために、宰相は「半王族」といえる立場にあるアウグステンボー公爵家の世継ぎ公子をルイーセの夫に選んだのである。この結婚はデンマーク王族内の本家オレンボー家と分家アウグステンボー家の結びつきを回復する意味だけでなく、ルイーセを隣国スウェーデンの王室に嫁がせる、という外交的な危険要素を避ける意味もあった。
二人の結婚の内諾は1780年に成立し、1785年の春にフレゼリク・クリスチャンはコペンハーゲン宮廷に迎えられ、正式に婚約が発表された後、1786年5月27日にクリスチャンスボー城で結婚式が執り行われた。夫妻はしばらくクリスチャンスボー城で暮らしたが、1794年にフレゼリク・クリスチャンの父フレゼリク・クリスチャン1世が亡くなると、アウグステンボー城に移った。
フレゼリク・クリスチャンとルイーセ王女の間には3人の子供が生まれた。
- カロリーネ・アマーリエ（1796年 - 1881年） - デンマーク王クリスチャン8世と結婚
- クリスチャン・アウグスト2世（1798年 - 1869年） - アウグステンボー公
- フレゼリク・エミール・アウグスト（1800年 - 1865年） - ノアー（ネア）侯、シュレースヴィヒ＝ホルシュタイン総督

後に、フレゼリク・クリスチャンはスナボー周辺に所有する分領（デンマーク王が統治するシュレースヴィヒ＝ホルシュタイン公国の内部にあった）の領有権をめぐり、妻ルイーセの兄（異父兄）のデンマーク王フレゼリク6世との間で争うようになった。ルイーセは夫と兄の争いのあいだ、兄の側を支持していた。
1810年、フレゼリク・クリスチャンの弟カール・アウグストが子供のないスウェーデン王カール13世の養嗣子に迎えられ、スウェーデン王太子となったが、まもなく急死した。フレゼリク・クリスチャンは自分が弟に代わってスウェーデンの王位継承者に指名されるよう運動したが、実現しなかった。